# Castlevania: Curse of Darkness (manga)
Pour le jeu vidéo, voir Castlevania: Curse of Darkness.
 (mars 2020).
Si vous disposez d'ouvrages ou d'articles de référence ou si vous connaissez des sites web de qualité traitant du thème abordé ici, merci de compléter l'article en donnant les références utiles à sa vérifiabilité et en les liant à la section « Notes et références ».
Castlevania (悪魔城ドラキュラ　闇の呪印) est un manga de Kō Sasakura en deux volumes édité par Media Factory publiés respectivement en novembre 2005 et en avril 2006.

## Synopsis

### Histoire
Le Comte Dracula a recueilli deux jeunes hommes, Isaac et Hector, qui pratiquent l'alchimie démoniaque au sein de son château. Cette alchimie consiste à invoquer des démons et tire donc sa force du Mal. Isaac jalouse Hector car il est plus doué que lui, mais Isaac est plus fidèle au comte. Ils sont en rivalité et celle-ci augmente lorsqu'Hector fuit le château et que Dracula ordonne à Isaac de le ramener de gré ou de force pour lui infliger les pires tortures dues à sa trahison envers lui.
Dans un village lointain, un jeune garçon se rend chez une bonne sœur, quand soudain, un loup-garou fait son apparition. Il était attiré par une odeur particulière, celle d'Hector, qui s'avère avoir été recueilli par la sœur...